# Імельня (Белхатовський повіт)
Імельня (пол. Imielnia) — село в Польщі, у гміні Клюки Белхатовського повіту Лодзинського воєводства.
Населення — 33 особи (2011).
У 1975-1998 роках село належало до Пйотрковського воєводства.

## Демографія
Демографічна структура станом на 31 березня 2011 року:
|          | Загалом | Допрацездатний вік | Працездатний вік | Постпрацездатний вік |
| -------- | ------- | ------------------ | ---------------- | -------------------- |
| Чоловіки | 13      | 2                  | 9                | 2                    |
| Жінки    | 20      | 4                  | 5                | 11                   |
| Разом    | 33      | 6                  | 14               | 13                   |